# Johann Schubert (Mediziner)

Hans Schubert

Johann Schubert (Pseudonym: Hans Deichelmann) (* 14. März 1906 in Würzburg; † 31. August 1951 in Lübeck) war ein deutscher Arzt und Hochschullehrer.

## Leben
Schubert studierte an der Julius-Maximilians-Universität Würzburg Medizin. 1932 als Arzt approbiert und 1933 zum Dr. med. promoviert, wurde er 1937 Assistent am Hygiene-Institut der Albertus-Universität Königsberg. Nach seiner Habilitation war er ab 1940 Privatdozent für Hygiene und Bakteriologie. Nach der Eroberung Königsbergs durch die Rote Armee blieb er in der Stadt. Wie der Pathologe Arthur Böttner arbeitete er unter schwierigsten Bedingungen im Krankenhaus der Barmherzigkeit, das für die gebliebenen Deutschen bestimmt war. Aus dieser Zeit stammt sein Tagebuch, das 1949 unter dem Titel Ich sah Königsberg sterben und dem Pseudonym Hans Deichelmann veröffentlicht wurde. Das Vorwort hatte Friedrich Hoffmann, der letzte Kurator der Albertus-Universität,  geschrieben. Ein Nachdruck erschien in den Aachener Nachrichten, zuletzt in Nr. 76 vom 2. Juli 1949. 1950 von der Georg-August-Universität Göttingen zum apl. Professor für Hygiene ernannt, starb er im Jahr darauf mit 45 Jahren. Göttingen war nach dem Zweiten Weltkrieg für viele vertriebene Wissenschaftler aus den Ostgebieten des Deutschen Reiches ein wichtiger Anlaufpunkt. Der Göttinger Arbeitskreis hatte sich 1946 gebildet.